# Methanomethylovorans hollandica
A Methanomethylovorans hollandica egy metilotróf, metanogén Archaea faj. Az archeák – ősbaktériumok – egysejtű, sejtmag nélküli prokarióta szervezetek. A növekedéshez dimetil-szulfidot és metántiolt használ. Neme típusfaja. Obligát anaerob szervezet.

## Fordítás
- Ez a szócikk részben vagy egészben  a   Methanomethylovorans hollandica című angol Wikipédia-szócikk fordításán alapul.  Az eredeti cikk szerkesztőit annak laptörténete sorolja fel. Ez a jelzés csupán a megfogalmazás eredetét és a szerzői jogokat jelzi, nem szolgál a cikkben szereplő információk forrásmegjelöléseként.